# 坎希罗德
坎希罗德（Kanhirode），是印度喀拉拉邦Kannur县的一个城镇。总人口13954（2001年）。

## 人口
该地2001年总人口13954人，其中男性6589人，女性7365人；0—6岁人口1722人，其中男871人，女851人；识字率81.65%，其中男性为84.97%，女性为78.67%。